# Polska Liga Futbolu Amerykańskiego
Die Polska Liga Futbolu Amerykańskiego (PLFA) war eine Liga für American Football in Polen. Gegründet wurde sie 2006 und wird vom polnischen Verband Polski Związek Futbolu Amerykańskiego (PZFA) ausgerichtet. Die höchste Spielklasse ist seit 2012 die Topliga. Sie wird ebenso wie die nachgereihten PLFA I und PLFA II auf Amateurbasis ausgetragen. Nach der Saison 2017 kam es zu einer Spaltung im polnischen American Football, 20 Vereine verließen die PLFA und gründeten eine neue Liga, die Liga Futbolu Amerykańskiego (LFA). Im Jahre 2019 wurde der Spielbetrieb der PLFA eingestellt.

## Spielmodus
Jede Mannschaft spielt gegen jede andere Mannschaft jeweils ein Heim- oder ein Auswärtsspiel, so dass die reguläre Saison zehn Spiele umfasst.
Nach Ende der regulären Spielzeit spielen die vier Bestplatzierten in den Play-offs im K.-o.-System den polnischen Meister aus. Dabei spielt der Erste gegen den Vierten und der Zweite gegen den Dritten. Das Finale um die polnische Meisterschaft ist der SuperFinał (Polish Bowl). Mit der Gründung der Topliga im Januar 2012, entfällt die automatische Auf- und Abstiegregel. Der Auf- oder Abstieg bzw. ein Aus- oder Neueinstieg richtet sich zumeist nach den finanziellen Möglichkeiten der einzelnen Teams.
Eine wichtige Regel betrifft die Begrenzung der nicht-polnischen Spieler. Die Mannschaften dürfen unbegrenzt viele ausländische Spieler in ihrem Kader haben und am Spieltag einsetzen, davon dürfen nur ein Amerikaner und ein anderer ausländischer Spieler pro Spielzug auf dem Feld stehen. Diese Regelungen wurden getroffen, um den polnischen Football zu fördern und finanzschwächeren Vereinen den Anschluss zu ermöglichen.
Gespielt wird nach den Regeln des PZFA, die auf den Regeln des College Footballs der NCAA basieren.
In der Saison 2019 fusionierte die PLFA mit der Eastern European Superleague, in der Teams aus Litauen, Russland und Belarus spielen. Die polnische Topliga ist die Western Division und die EESL die Eastern Division der neuen European Super League.

## SuperFinał

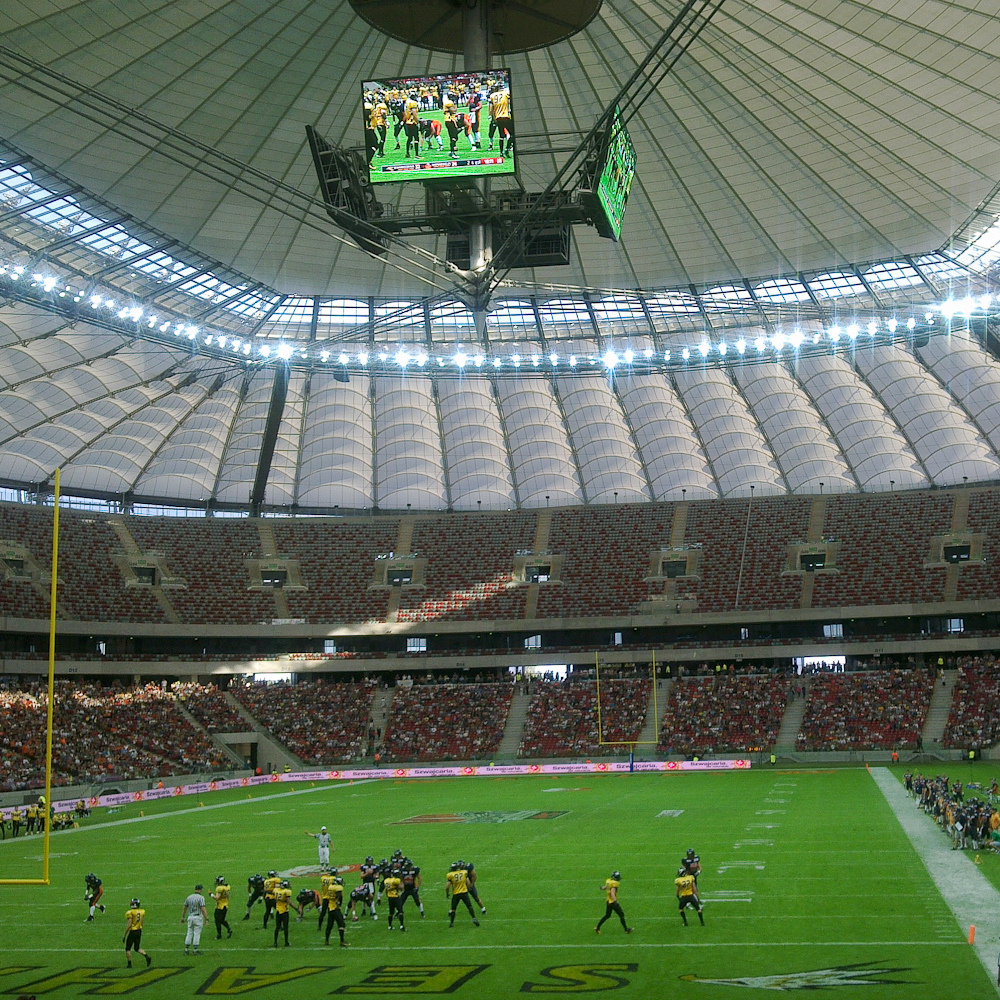
SuperFinał 2012 im Nationalstadion vor 23.000 Zuschauern

| Bowl        | Jahr        | Meister          | Ergebnis    | Vizemeister       | Austragungsort            | Zuschauer   |
| Polish Bowl | Polish Bowl | Polish Bowl      | Polish Bowl | Polish Bowl       | Polish Bowl               | Polish Bowl |
| ----------- | ----------- | ---------------- | ----------- | ----------------- | ------------------------- | ----------- |
| I           | 2006        | Warsaw Eagles    | 34:6        | Seahawks Gdynia   | Warschau                  | 1.300       |
| II          | 2007        | The Crew Wrocław | 18:0        | Silesia Miners    | Warschau                  | ?           |
| III         | 2008        | Warsaw Eagles    | 26:14       | Seahawks Gdynia   | Breslau                   | 800         |
| IV          | 2009        | Silesia Miners   | 18:7        | The Crew Wrocław  | Warschau                  | 1.200       |
| V           | 2010        | Devils Wrocław   | 26:21       | The Crew Wrocław  | Breslau                   | 1.200       |
| SuperFinał  |             |                  |             |                   |                           |             |
| VI          | 2011        | The Crew Wrocław | 27:26       | Devils Wrocław    | Bielawa                   | 1.000       |
| VII         | 2012        | Seahawks Gdynia  | 52:37       | Warsaw Eagles     | Warschau                  | 23.000      |
| VIII        | 2013        | Giants Wrocław   | 29:13       | Warsaw Eagles     | Warschau                  | 16.500      |
| IX          | 2014        | Seahawks Gdynia  | 41:32       | Panthers Wrocław  | Gdingen                   | 7.100       |
| X           | 2015        | Seahawks Gdynia  | 28:21       | Panthers Wrocław  | Stadion Miejski (Breslau) | 14.000      |
| XI          | 2016        | Panthers Wrocław | 56:13       | Seahawks Gdynia   | Białystok                 | 5.200       |
| XII         | 2017        | Panthers Wrocław | 55:21       | Seahawks Gdynia   | Łódź                      | 5.100       |
| XIII        | 2018        | Warsaw Eagles    | 33:12       | Kozły Poznań      | Ząbki                     | ?           |
| XIV         | 2019        | Warsaw Eagles    | n.g.        | Bydgoszcz Archers |                           |             |

## Teams im SuperFinał
| Rang | Team              | Siege | Teilnahmen | Jahre (Sieg)           |
| 1    | Warsaw Eagles     | 4     | 6          | 2006, 2008, 2018, 2019 |
| 2    | Seahawks Gdynia   | 3     | 7          | 2012, 2014, 2015       |
| 3    | Giants Wrocław 1  | 3     | 5          | 2007, 2011, 2013       |
| 4    | Panthers Wrocław  | 2     | 4          | 2016, 2017             |
| 5    | Devils Wrocław    | 1     | 2          | 2010                   |
| 5    | Silesia Miners    | 1     | 2          | 2009                   |
| 7    | Kozły Poznań      | –     | 1          |                        |
| 7    | Bydgoszcz Archers | –     | 1          |                        |